# Raión de Kumýlzhenskaya
El raión de Kumýlzhenskaya (ruso: Кумы́лженский райо́н) es un distrito administrativo y municipal (raión) ruso perteneciente a la óblast de Volgogrado. Se ubica en el oeste de la óblast. Su capital es Kumýlzhenskaya.
En 2021, el raión tenía una población de 18 189 habitantes.
El raión es limítrofe al oeste con la óblast de Rostov. Su territorio es completamente rural.

## Subdivisiones
Comprende 78 localidades rurales, agrupadas en los siguientes nueve asentamientos rurales:
- Belogorski
- Bukánovskaya
- Glazunóvskaya
- Krasnianski
- Kumýlzhenskaya (la capital)
- Popov
- Slashchóvskaya
- Suliayevski
- Shakin